# Richard Krotschak
Richard Krotschak (* 30. Dezember 1904 in Holzmühl (bei Iglau, Böhmen); † 9. März 1989 in Wien) war ein österreichischer Cellist und Musikpädagoge.

## Leben und Werk
Richard Krotschak erhielt seine erste musikalische Ausbildung am Prager Konservatorium. Von 1922 bis 1924 studierte er bei Friedrich Buxbaum und ab 1924 bei Paul Grümmer an der Wiener Musikakademie.
Von 1924 bis 1934 wirkte er als Cellist bei den Wiener Symphonikern. Ab 1934 war er bei den Wiener Philharmonikern. Er verfolgte auch erfolgreich eine Karriere als Solist. Ab 1937 war er zusammen mit Otto Strasser und Ernst Morawec Mitglied des Schneiderhan-Quartetts sowie Mitglied des Musikvereinsquartetts, des Boskovsky-Trios und des Barylli-Quartetts.
Von 1932 bis 1937 leitete er die Konzertklasse für Violoncello am Neuen Wiener Konservatorium. Von 1945 bis 1969 wirkte er als Vertragslehrer und von 1969 bis 1978 als Lehrbeauftragter für Violoncello an der Wiener Musikakademie. Zu seinen Schülern zählten unter anderen Franz Bartolomey, Georg Frischenschlager und Werner Resel.
Richard Krotschak erhielt 1955 das Silberne Ehrenzeichen für Verdienste um die Republik Österreich und 1965 Ehrenkreuz für Wissenschaft und Kunst.